# Чех, Франтишек (футболист)
Фра́нтишек Чех (чеш. František Čech; род. 12 июня 1998) — чешский футболист, защитник клуба «Градец-Кралове».

## Клубная карьера
Чех — воспитанник клуба «Градец-Кралове». 13 мая 2017 года в матче против столичной «Словацко» он дебютировал в Первой лиге. 27 мая в поединке против «Богемианс 1905» Франтишек забил свой первый гол за «Градец-Кралове». 

## Международная карьера
В 2017 году в составе юношеской сборной Чехии Чех принял участие в юношеском чемпионате Европы в Грузии. На турнире он сыграл в матче против Грузии.